# قرار مجلس الأمن التابع للأمم المتحدة رقم 118
قرار مجلس الأمن التابع للأمم المتحدة رقم 118، الصادر بالإجماع في 13 أكتوبر 1956، بعد الإحاطة بالتصريحات المعروضة عليه وحسب تطور المحادثات الاستكشافية حول مسألة السويس التي قدمها الأمين العام ووزراء خارجية مصر، فرنسا والمملكة المتحدة، وافق المجلس على أن أي تسوية لمسألة السويس يجب أن تستوفي الشروط التالية:
1. يجب أن يكون هناك عبور مجاني ومفتوح عبر القناة دون تمييز، علنيًا أو سريًا - وهذا يغطي الجوانب السياسية والفنية
2. يجب احترام سيادة مصر
3. يجب أن يكون تشغيل القناة معزولاً عن سياسات أي دولة
4. يجب تحديد طريقة تحديد الرسوم بالاتفاق بين مصر والمستخدمين
5. يجب تخصيص نسبة معقولة من المستحقات للتنمية
6. في حالة وجود نزاعات، يجب تسوية الشؤون العالقة بين شركة قناة السويس والحكومة المصرية عن طريق التحكيم مع شروط مرجعية مناسبة وأحكام مناسبة لدفع المبالغ المستحقة.[1]

## روابط خارجية
- نص القرار في undocs.org